# کرم‌زدا
کِرم‌زُداها یا ضدکرم‌ها (به انگلیسی: Anthelmintics, antihelminthics)، گروهی از داروهای ضدانگل هستند که کرم‌های انگلی (کرمها) و دیگر انگل‌های داخلی را با خیره کردن یا از بین بردن آنها و بدون ایجاد آسیب قابل توجهی به میزبان از بدن دفع می‌کنند. آنها همچنین ممکن است کِرم‌هوشبر (آنهایی که بیهوش می‌کنند) یا کِرم‌کش (آنهایی که می‌کشند) نامیده شوند. داروهای ضدکرم برای درمان افرادی که به کرم‌ها آلوده شده‌اند استفاده می‌شود، وضعیتی که به آن عفونت کرمی گفته می‌شود. از این داروها برای درمان جانوران آلوده نیز استفاده می‌شود.
قرص‌های دارای اثر کرم‌زدایی در کمپین‌های کرم‌زدایی انبوه کودکان در سن مدرسه در بسیاری از کشورهای در حال توسعه استفاده می‌شود. داروهای انتخابی برای کرم‌های منتقل‌شده از خاک مبندازول و آلبندازول هستند. برای تب حلزون و کرم‌های نواری پرازیکوانتل است.